# 프랭클린 D. 루스벨트 주니어
프랭클린 델러노 루스벨트 주니어(영어: Franklin Delano Roosevelt Jr., 1914년 8월 17일 ~ 1988년 8월 17일)는 미국 정치인 겸 외교관을 지낸 대학 교수이다.

## 생애

### 어린 시절
그는 캐나다 뉴 브런즈윅 주 프레더릭턴에서 프랭클린 델러노 루스벨트의 넷째아들로 출생하였고 아직 첫돌이 되기도 전에 아버지 프랭클린과 어머니 엘리노어 등을 비롯한 일가족들과 함께 미국 뉴욕 주로 이주하였으며 한때 1918년에서 1920년까지 2년간을 미국 뉴욕 주 뉴욕 시티에서 잠시 유년기를 보낸 적이 있는 1920년 이후 미국 뉴욕주 하이드 파크에서 성장하였다.

### 주요 이력
법학박사 출신이고 예비역 미국 해군 소령 출신이기도 한 그는 미국 컬럼비아 대학교 겸임교수 직을 지냈으며 미국 뉴욕주 하원 의원 직을 지냈다.

### 가족 관계
그는 프랭클린 델러노 루스벨트 前 미국 대통령의 5남 1녀 중 넷째이다.

### 학력
- 미국 하버드 대학교 법학과 학사
- 미국 미주리 종합군사학원 수료
- 미국 버지니아 종합군사학원 수료
- 미국 버지니아 주립 대학교 대학원 법학석사
- 미국 버지니아 주립 대학교 대학원 법학박사